# Barrel of a Gun
Barrel of a Gun è un singolo del gruppo musicale britannico Depeche Mode, pubblicato il 28 gennaio 1997 come primo estratto dal nono album in studio Ultra.

## Descrizione
Scritta da Martin Gore, si tratta della traccia d'apertura dell'album nonché la prima ad essere pubblicata a seguito dell'abbandono di Alan Wilder avvenuto due anni prima. Le sonorità risultano più cupe, con una base elettronica lenta e statica su cui si appoggia un riff distorto di chitarra e un uso particolare della voce di Dave Gahan, in gran parte filtrata.

## Video musicale
Il video è stato girato in Marocco sotto la regia di Anton Corbijn e mostra il gruppo in una casa decisamente in disordine, con carte moschicide a vista e sporcizia sul tavolo. Gahan, visibilmente scosso, attraversa il locale in atmosfere al limite dell'onirico. Nella seconda parte del video, l'unico ad essere "sveglio" nelle atmosfere distorte è Gahan, mentre Gore e Andrew Fletcher sono addormentati. Il cantante è visto con due bulbi disegnati sugli occhi e, fuori casa, continua a girarsi mentre cammina, credendosi inseguito da qualcosa. In seguito, il cappotto che indossa si ricopre di piccole luci (guanti compresi), mentre gli altri componenti del gruppo si riaddormentano appoggiati a Gahan, con davanti un'incensiera.
Parecchi spezzoni del video compaiono in Martyr.

## Tracce
Testi e musiche di Martin L. Gore.
CD – parte 1 (Australia, Brasile, Corea del Sud, Europa, Hong Kong), MC (Australia, Polonia, Romania)
1. Barrel of a Gun – 5:31
2. Painkiller – 7:29
3. Barrel of a Gun (Underworld Soft Mix) – 6:29
4. Barrel of a Gun (One Inch Punch Mix) – 5:26

CD – parte 2 (Australia, Europa, Hong Kong)
1. Barrel of a Gun (Underworld Hard Mix) – 9:36
2. Barrel of a Gun (United Mix) – 6:35
3. Painkiller (Plastikman Mix) – 8:39

CD (Benelux, Francia), 7" (Stati Uniti)
1. Barrel of a Gun – 5:30
2. Painkiller (Original Mix) – 7:28

CD (Giappone)
1. Barrel of a Gun – 5:32
2. Painkiller – 7:29
3. Barrel of a Gun (Underworld Soft Mix) – 6:29
4. Barrel of a Gun (One Inch Punch Mix) – 5:25
5. Barrel of a Gun (Underworld Hard Mix) – 9:38
6. Barrel of a Gun (United Mix) – 6:36
7. Painkiller (Plastikman Mix) – 8:38

CD (Stati Uniti)
1. Barrel of a Gun – 5:30
2. Barrel of a Gun (United Mix) – 6:34
3. Painkiller (Original Mix) – 7:28

CD maxi (Canada, Stati Uniti, Taiwan)
1. Barrel of a Gun (Single Version) – 5:29
2. Painkiller (Plastikman Mix) – 8:39
3. Barrel of a Gun (Underworld Soft Mix) – 6:27
4. Barrel of a Gun (One Inch Punch Mix) – 5:23
5. Barrel of a Gun (Underworld Hard Mix) – 9:36

MC (Stati Uniti)
- Lato A

1. Barrel of a Gun – 5:30
2. Barrel of a Gun (3 Phase Mix) – 5:25

- Lato B

1. Painkiller (Original Mix) – 7:28

12" (Germania, Regno Unito – parte 1, Stati Uniti)
- Lato A

1. Barrel of a Gun – 5:31
2. Barrel of a Gun (Underworld Hard Mix) – 9:36

- Lato B

1. Barrel of a Gun (3 Phase Mix) – 5:25
2. Barrel of a Gun (One Inch Punch Mix (V2)) – 5:29
3. Barrel of a Gun (Underworld Soft Mix) – 6:29

12" (Regno Unito – parte 2)
- Lato A

1. Painkiller (Plastikman Mix) – 8:39
2. Painkiller – 7:29

- Lato B

1. Barrel of a Gun (One Inch Punch Mix) – 5:26
2. Barrel of a Gun (United Mix) – 6:35

## Formazione
Hanno partecipato alle registrazioni, secondo le note di copertina di Ultra:
Gruppo
- David Gahan – voce
- Andrew Fletcher – strumentazione
- Martin Gore – strumentazione, voce

Altri musicisti
- Kerry Hopwood – programmazione
- Dave Clayton – tastiera, programmazione tastiera
- Victor Indrizzo – percussioni

Produzione
- Tim Simenon – produzione, missaggio
- Q – missaggio, ingegneria del suono
- Paul Hicks – assistenza tecnica
- Guy Massey – assistenza tecnica
- Lee Fitzgerald – assistenza tecnica
- Tom Rixton – assistenza tecnica
- Gary Forde – assistenza tecnica
- Lee Phillips – assistenza tecnica
- Jamie Campbell – assistenza tecnica
- Jim – assistenza tecnica
- Greg – assistenza tecnica
- Audie Chamberlain – assistenza tecnica
- Robbie Kazandjian – assistenza tecnica
- Mike Marsh – mastering
- Anton Corbijn – direzione artistica, fotografia, copertina principale
- Brian Dowling – stampa dei colori
- Area – design interni

## Classifiche
| Classifica (1997)                 | Posizione massima |
| --------------------------------- | ----------------- |
| Australia                         | 33                |
| Austria                           | 15                |
| Belgio (Fiandre)                  | 37                |
| Belgio (Vallonia)                 | 18                |
| Danimarca                         | 6                 |
| Europa                            | 5                 |
| Finlandia                         | 3                 |
| Francia                           | 22                |
| Germania                          | 3                 |
| Irlanda                           | 13                |
| Italia                            | 1                 |
| Norvegia                          | 6                 |
| Paesi Bassi                       | 50                |
| Regno Unito                       | 4                 |
| Spagna                            | 1                 |
| Stati Uniti                       | 47                |
| Stati Uniti (alternative)         | 11                |
| Stati Uniti (dance singles sales) | 5                 |
| Svezia                            | 1                 |
| Svizzera                          | 30                |